# Avenida Franklin (metro de Nueva York)
La Avenida Franklin es una complejo de estaciones del metro de Nueva York compartida por la línea de la Avenida Franklin y la línea de la Octava Avenida, localizada en el barrio de Bedford-Stuyvesant.

## Línea de la Avenida Franklin
La Avenida Franklin, o la Avenida Franklin-Calle Fulton en la línea de la Avenida Franklin tiene una vía y una plataforma lateral. Es la terminal septentrional del servicio Franklin Avenue Shuttle.

## Línea de la Calle Fulton
La Avenida Franklin en la línea de la Calle Fulton tiene cuatro vías y dos plataformas laterales. Una aguja de rieles en el extremo de la estación conecta la estación de la Avenida Franklin del Servicio Franklin Avenue Shuttle.

## Conexiones de autobuses
- B25
- B48
- B49